# Driveways
Driveways ist ein Filmdrama von Andrew Ahn, das am 10. Februar 2019 im Rahmen der Internationalen Filmfestspiele Berlin seine Premiere feierte und ab 30. April 2019 beim Tribeca Film Festival gezeigt wurde.

## Handlung
Der 8-jährige Cody unternimmt mit seiner Mutter Kathy einen Roadtrip zum Haus seiner kürzlich verstorbenen Tante. Während sie das Haus entrümpelt, um es verkaufen zu können, und sich dabei durch Berge von Müll kämpfen muss, den ihre Schwester über Jahrzehnte hinweg hortete, muss Cody in der fremden kleinen Stadt die Zeit totschlagen. Als er den 83-jährigen Witwer Del von nebenan kennenlernt, ist das für beide der Beginn einer besonderen Freundschaft. Hinter dem alten Mann, einem Veteranen des Koreakriegs, liegt bereits ein ganzes Leben. Er kümmert sich um Cody, damit Kathy arbeiten kann. Es ist eine große Erleichterung für sie, und Cody verbringt gerne Zeit mit Del.
Der junge Mann blüht in seiner Gesellschaft auf, und für den Ex-Soldaten ist die gemeinsame Zeit mit Cody eine willkommene Abwechslung.
Auch für Kathy, die mit der Situation ein wenig überfordert ist und bemerkt, dass sie ihre Schwester April nicht sehr gut kannte, ist es eine Hilfe, dass Del sich um ihren Sohn kümmert, zumal es für Cody schwer ist, mit den Kindern in der Nachbarschaft in Kontakt zu kommen. Der Junge erinnert Del daran, wie viel Spaß das Leben macht, zumal sich seine Freunde im Veteranenklub in verschiedenen Stadien des körperlichen und geistigen Niedergangs befinden.

## Produktion
Regie führte Andrew Ahn, der mit Spa Night sein gefeiertes Spielfilmdebüt gegeben hatte, in dem er das sexuelle Erwachen eines jungen, schwulen Halbkoreaners zeigte, der in einer Sauna arbeitet.
Das Drehbuch stammt von Hannah Bos und Paul Thureen. Produziert wurde der Film von Nicolaas Bertelsen, Celine Rattray, Trudie Styler, James Schamus und Joe Pirro.

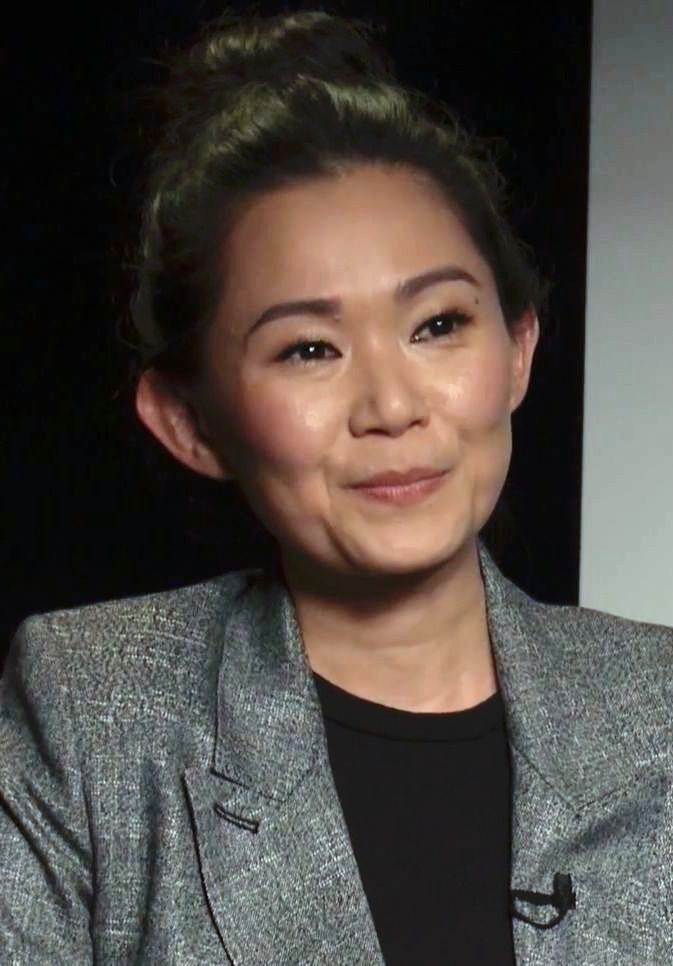
Hong Chau spielt Kathy

Hong Chau übernahm die Rolle von Kathy, Lucas Jaye spielt ihren Sohn Cody. Für den im April 2020 verstorbenen Charakterdarsteller Brian Dennehy, der den Nachbarn Del spielt, handelt es sich um eine seiner letzten Filmrollen.
Die Dreharbeiten fanden in Poughkeepsie und in Kingston im US-Bundesstaat New York statt. Als Kameramann fungierte Ki Jin Kim.
Die Filmmusik, die aus Klaviermusik besteht, wurde von Jay Wadley komponiert. Das Soundtrack-Album wurde am 8. Mai 2020 von Milan Records als Download veröffentlicht.
Der Film wurde im Februar 2019 im Rahmen der Internationalen Filmfestspiele Berlin in der Sektion Generation kplus erstmals gezeigt und lief dort auch unter dem deutschen Alternativtitel Auffahrten. Von Ende April bis Anfang Mai 2019 wurde der Film beim Tribeca Film Festival im Rahmen der Critics’ Week gezeigt und feierte hier seine Nordamerika-Premiere. Im Juli 2019 wurde er beim Galway Film Fleadh vorgestellt. Am 7. Mai 2020 wurde der Film in den USA als Video-on-Demand veröffentlicht.
Mitte September 2020 wird er im Rahmen der Filmkunstmesse Leipzig vorgestellt. Der Kinostart in Deutschland sollte am 3. Dezember 2020 erfolgen, allerdings wurde dieser aufgrund der Corona-Pandemie zunächst auf den 17. Dezember 2020 und später auf unbestimmte Zeit verschoben. Letztlich wurde der Film bei verschiedenen Streaming-Plattformen veröffentlicht, darunter am 7. Mai 2021 bei Amazon Prime.
Die deutsche Synchronisation entstand nach einem Dialogbuch und der Dialogregie von Marianne Groß im Auftrag der Christa Kistner Synchronproduktion GmbH, Potsdam. Rubina Nath leiht in der deutschen Fassung Kathy ihre Stimme.

## Rezeption

### Kritiken
Der Film konnte bislang 99 Prozent aller Kritiker bei Rotten Tomatoes überzeugen und erhielt hierbei eine durchschnittliche Bewertung von 7,9 der möglichen 10 Punkte. Auf Metacritic erhielt der Film einen Metascore von 83 von 100 möglichen Punkten.
Justin Chang von der Los Angeles Times schreibt, Andrew Ahn habe durch einen geschickten Griff, nämlich der Besetzung von Kathy und Cody mit asiatisch-US-amerikanischen Schauspielern, ohne das Drehbuch wesentlich zu verändern, einen Weg gefunden zu zeigen, wie ein Element kultureller Unterschiede die Geschichte bereichern kann. Dies erinnere daran, dass jeden Tag in den USA interkulturelle Freundschaften entstehen und nicht nur in Filmen vorkommen.
Stephen Farber von The Hollywood Reporter schreibt, ohne als nerviger, sozialer Kommentar zu erscheinen, spiele der Film auf eine Reihe relevanter zeitgenössischer Themen an, so die finanziellen Schwierigkeiten, mit denen viele Menschen in den USA konfrontiert sind, sowie die Einsamkeit und die Herausforderungen des Alterns. Zwar erinnere die Freundschaft zwischen einem zurückgezogen lebenden Mann und einem vaterlosen Kind ein wenig an Hearts in Atlantis, in dem Anthony Hopkins einen Einzelgänger spielte, der sich für den kleinen Sohn eines Nachbarn interessierte, gespielt von dem verstorbenen Anton Yelchin, doch die Details in Driveways und die Qualität des Schauspiels machten diesen Film einzigartig. Zudem korrigiere der Film den Umstand, dass Brian Dennehy in Filmen der vergangenen Jahre nur in kleinen Nebenrollen zu sehen war, denn in seinem letzten Monolog zeige er ein atemberaubendes Stück Schauspielkunst.
Für Leah Greenblatt von Entertainment Weekly scheint es eine Art Kismet zu sein, dass sich die letzte Rolle des im April 2020 verstorbenen Brian Dennehy wie der passende Abschluss einer langen und reichen Filmkarriere anfühlt. Rory O’Connor von The Film Stage schreibt, Ahn habe Dennehy durch die Rolle die Möglichkeit gegeben, die weicheren Bereiche seiner Talente vollständig zu erkunden. Der Schauspieler wiederum habe Del zu etwas gemacht, was gar nicht so weit vom Helden in Pixars Oben entfernt ist.

### Auszeichnungen (Auswahl)
Boston Society of Film Critics Awards 2020
- Runner-up in der Kategorie Bester Nebendarsteller (Brian Dennehy)[21]

Florida Film Critics Circle Awards 2020
- Runner-up als Bester Nebendarsteller (Brian Dennehy)
- Nominierung für den Nachwuchspreis (Lucas Jaye)[22][23]

Independent Spirit Awards 2020
- Nominierung für das Beste Erstlingsdrehbuch (Hannah Bos und Paul Thureen)
- Nominierung als Beste Hauptdarstellerin (Hong Chau)[24]

Satellite Awards 2020
- Nominierung als Bester Nebendarsteller (Brian Dennehy)